# Osteochilus

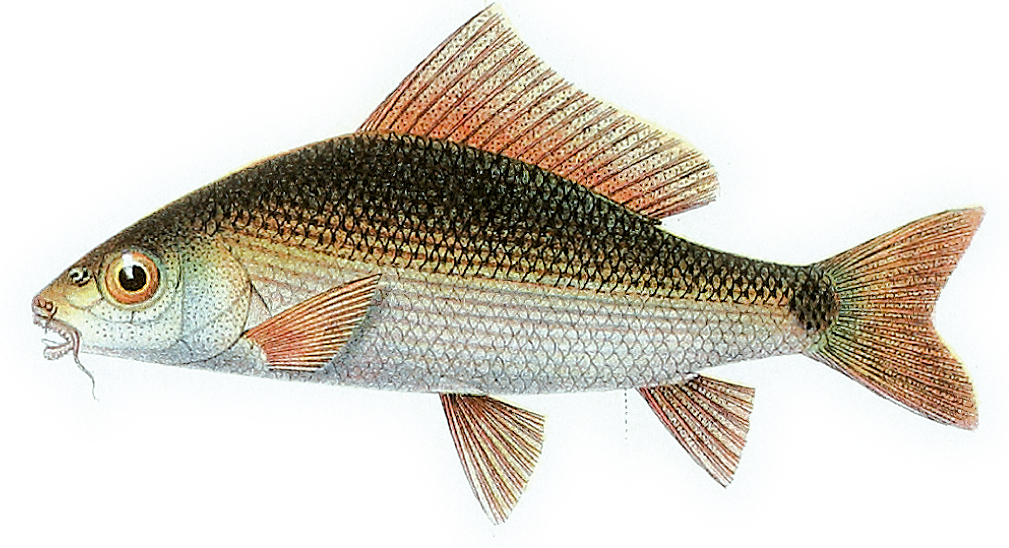
Osteochilus borneensis

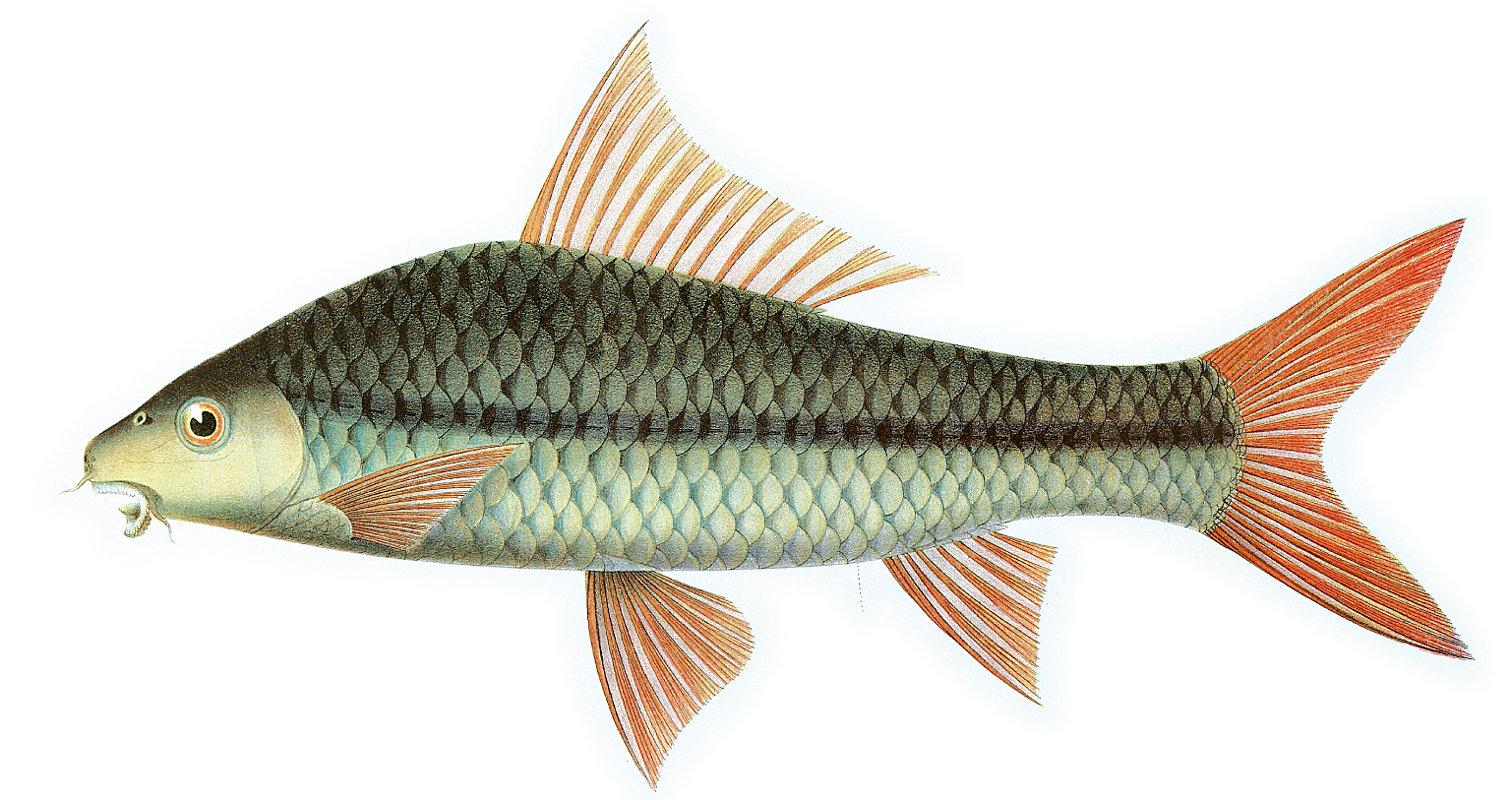
Osteochilus enneaporos

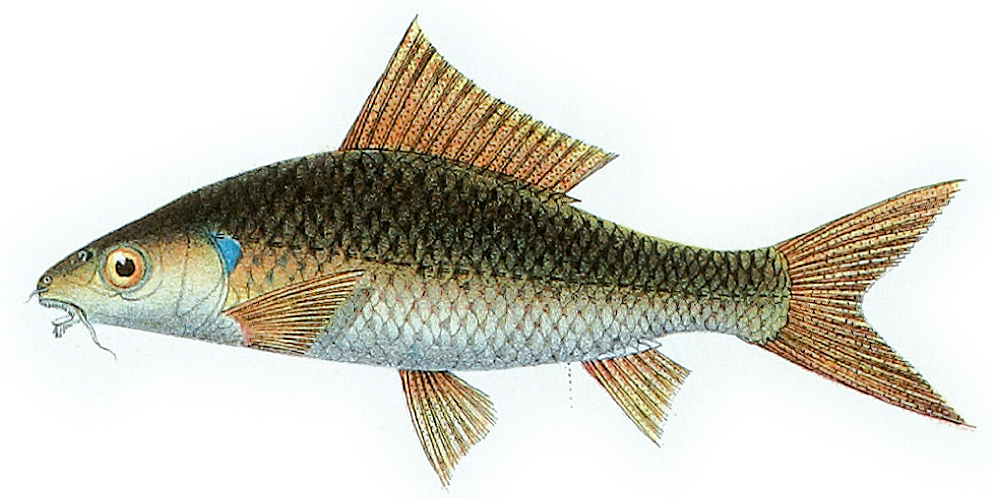
Osteochilus kahajanensis

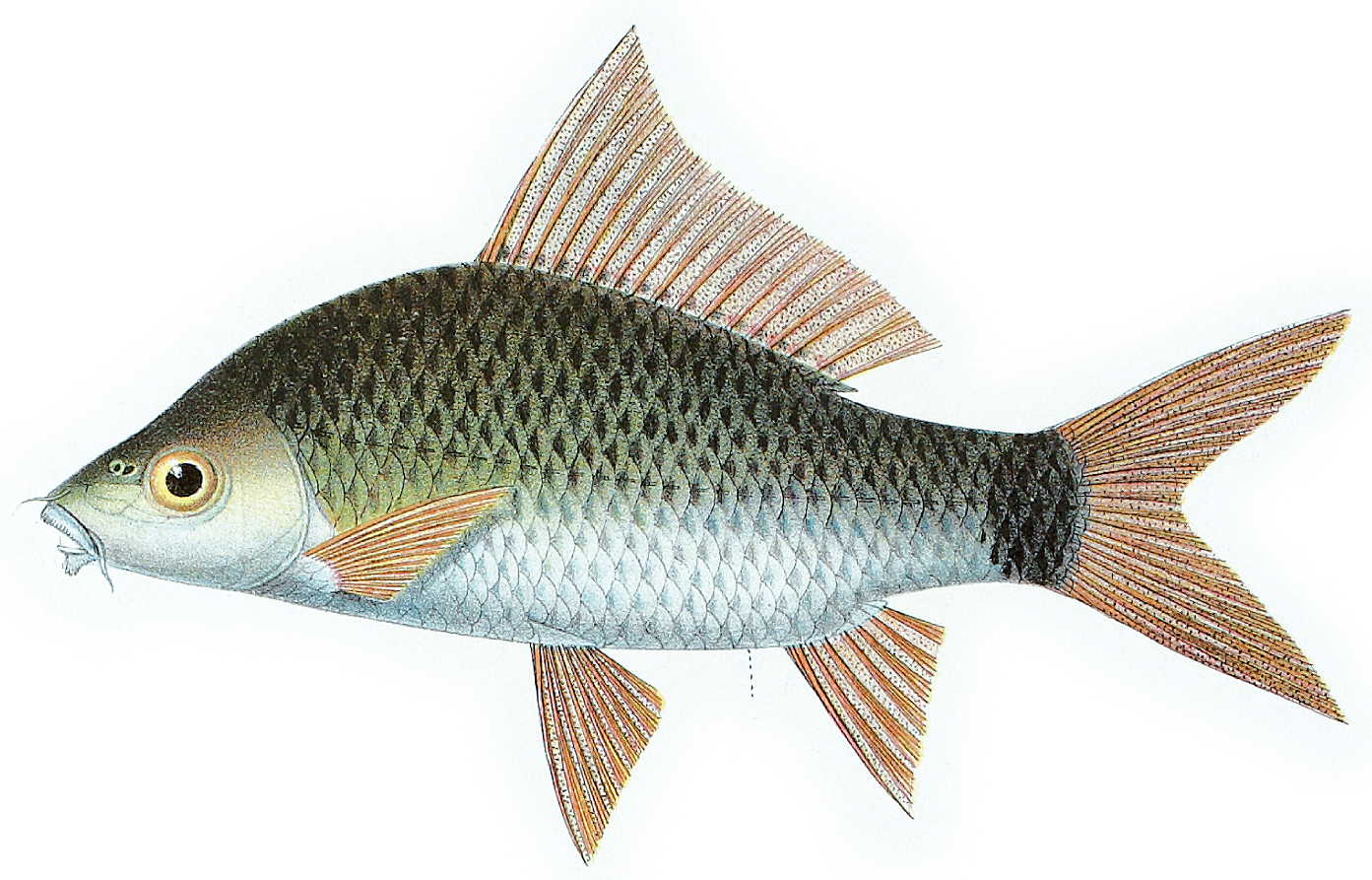
Osteochilus kappenii

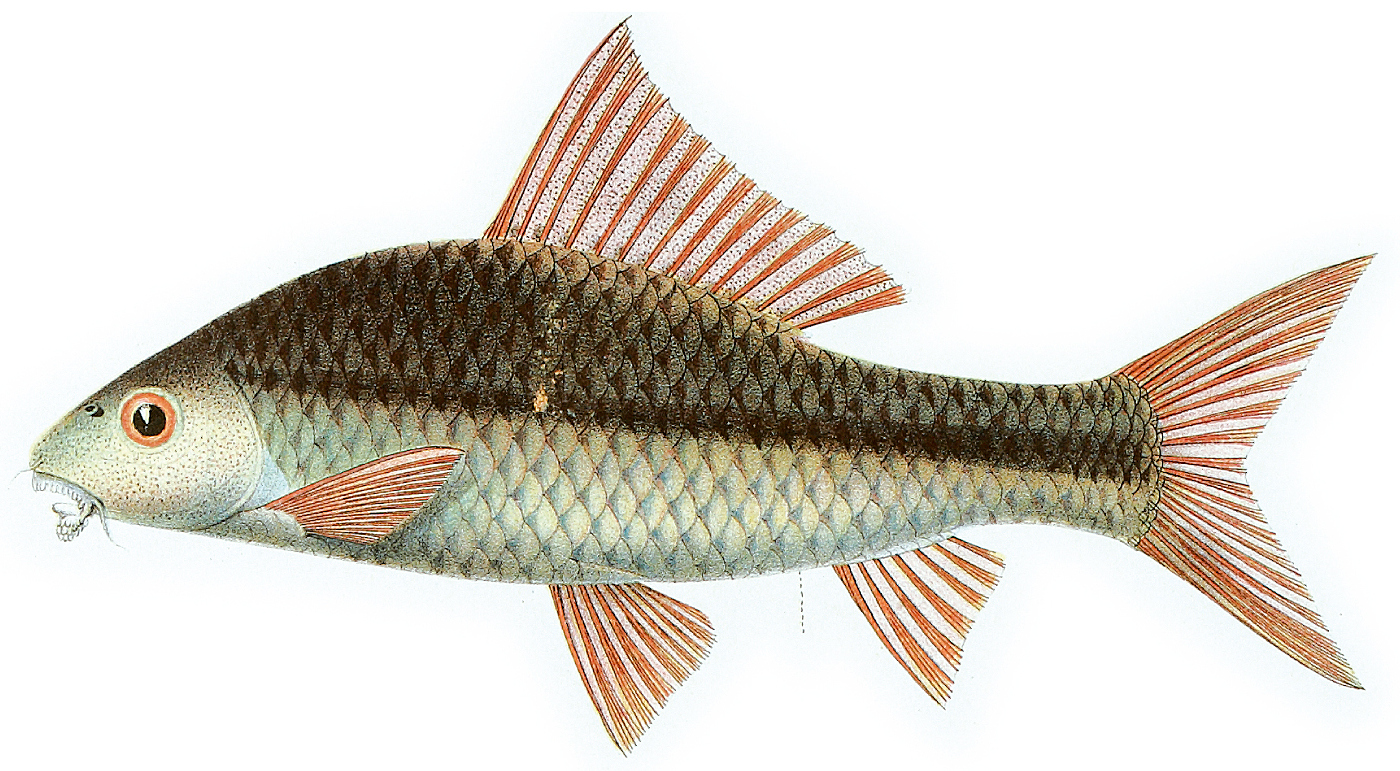
Osteochilus microcephalus

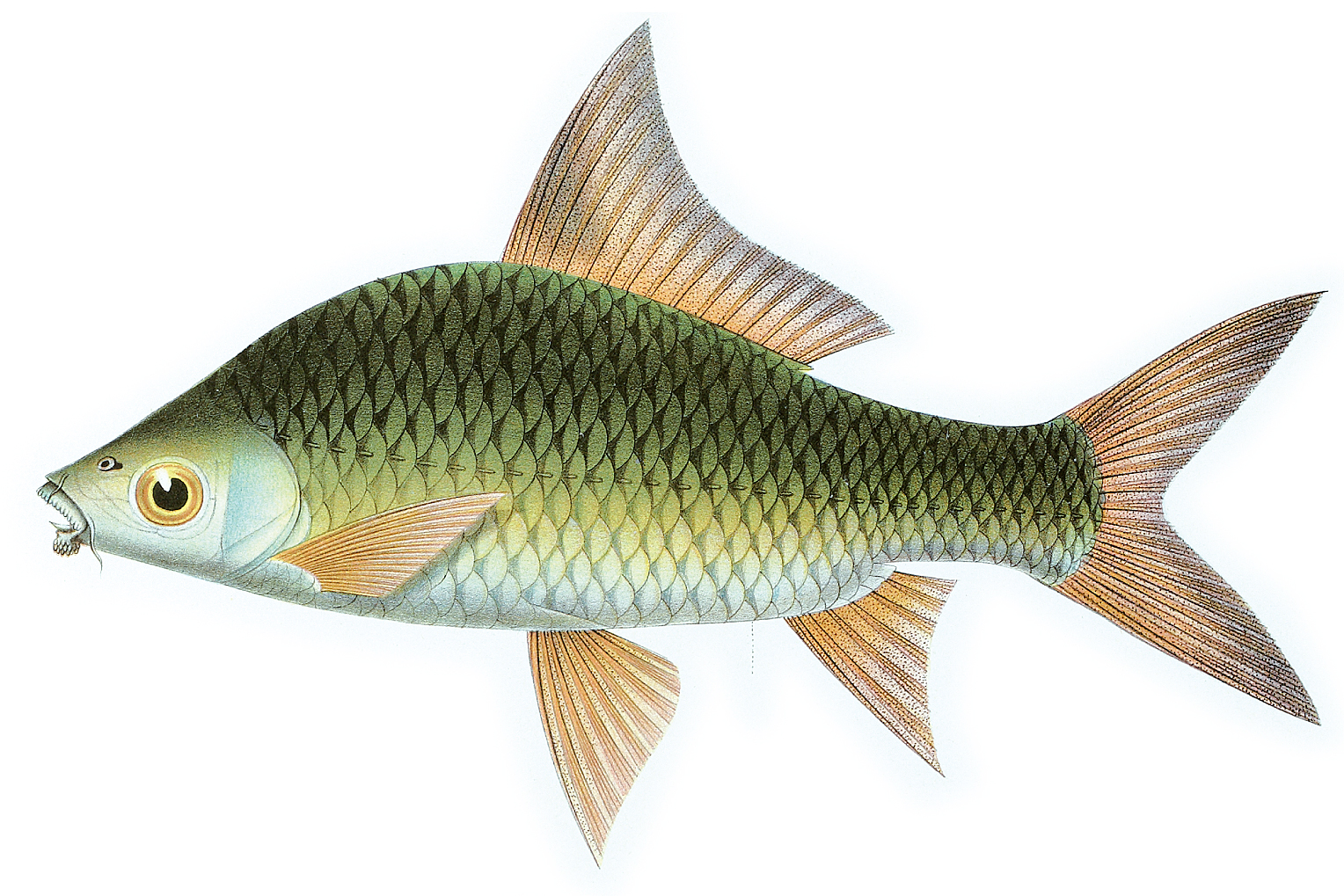
Osteochilus schlegelii

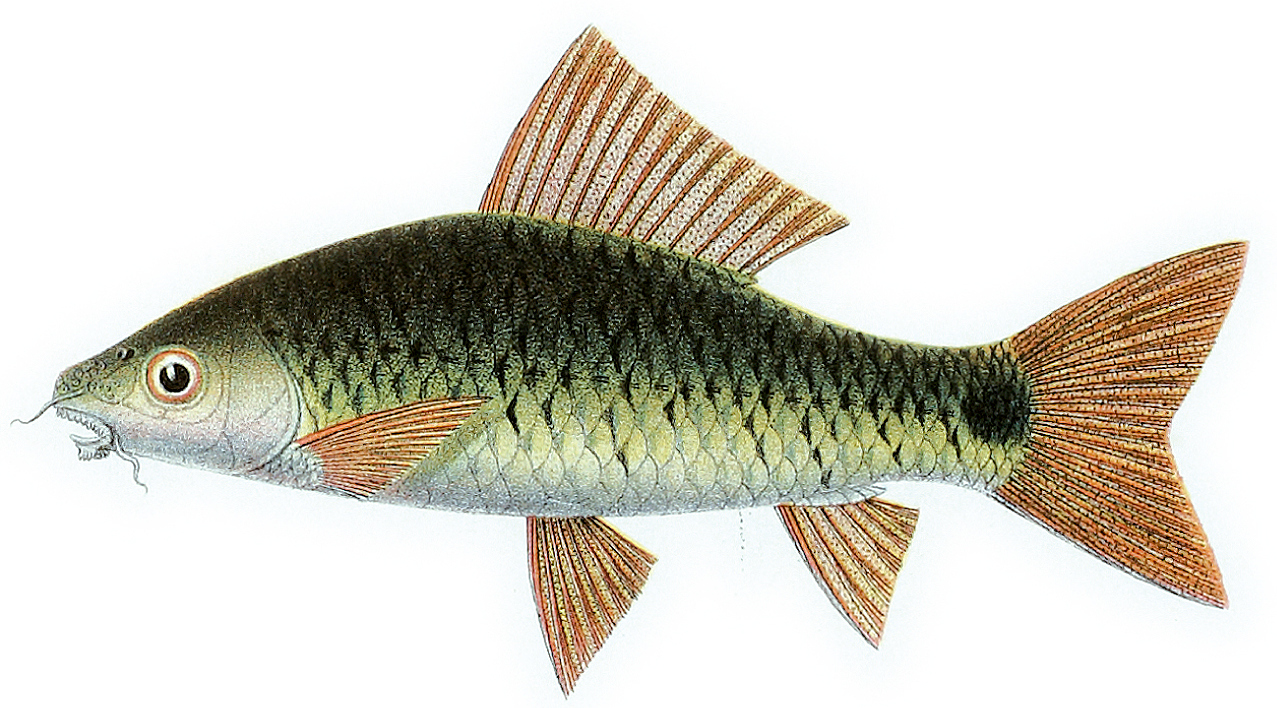
Osteochilus spilurus

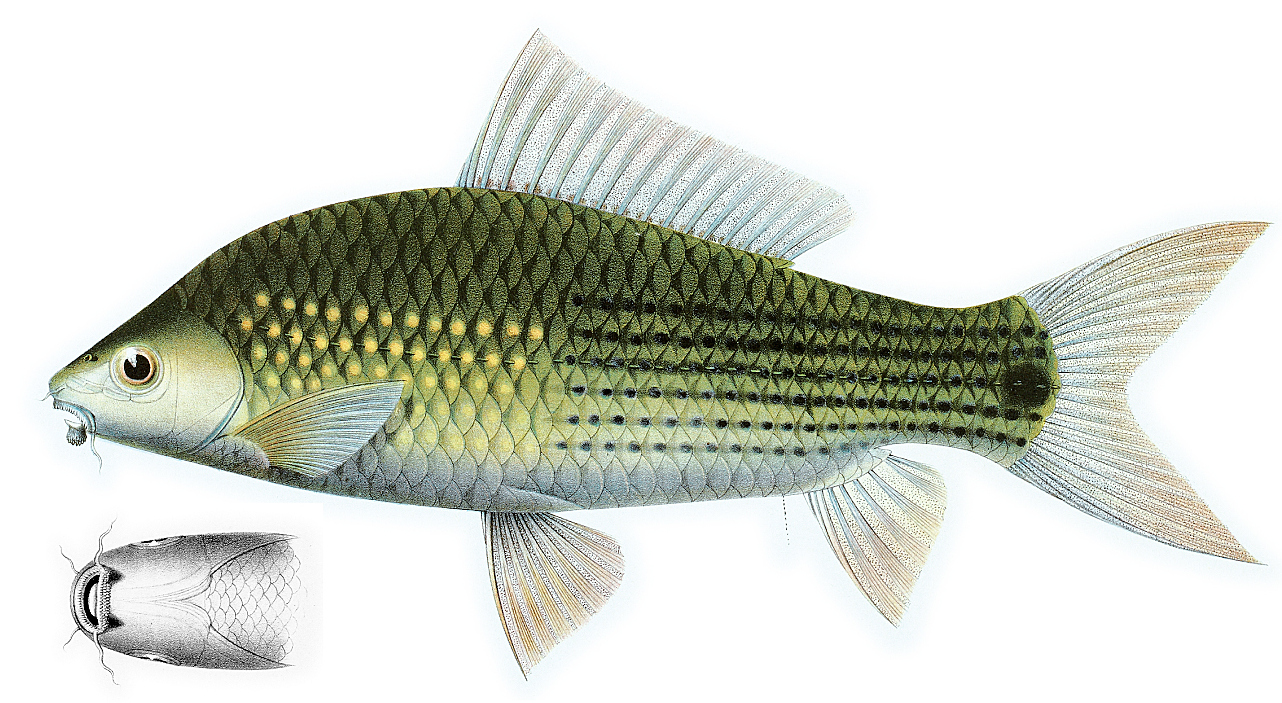
Osteochilus vittatus

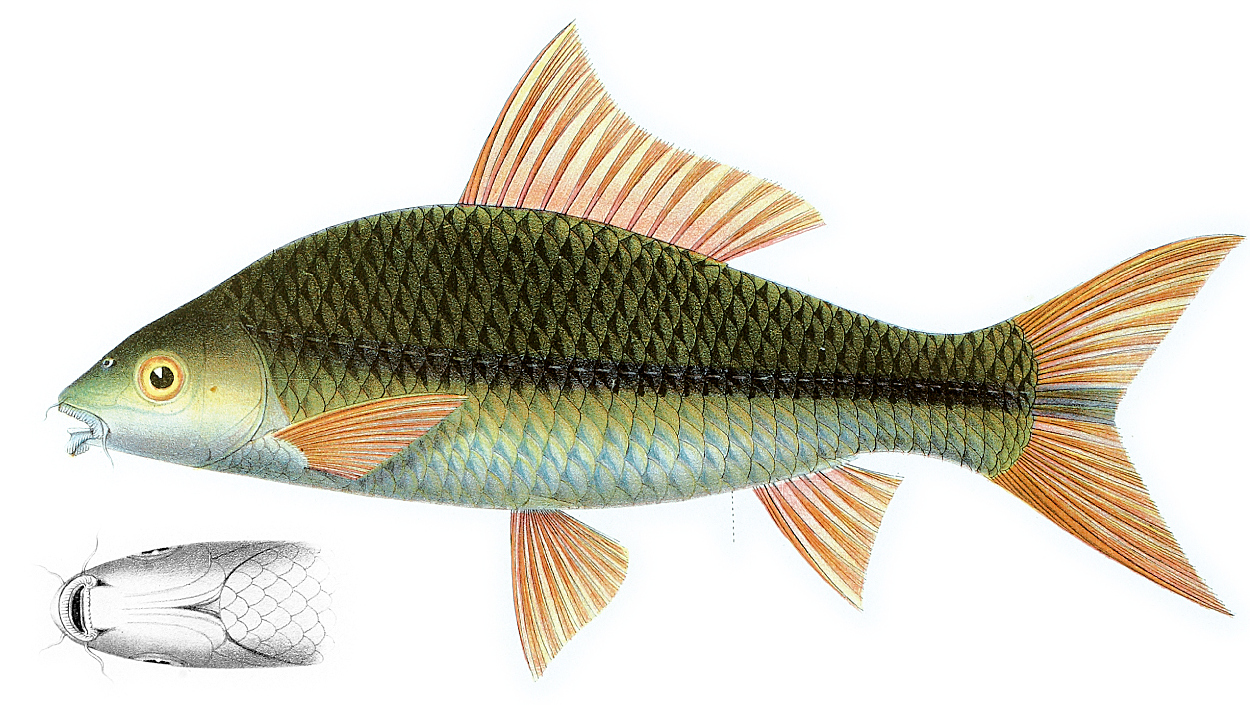
Osteochilus waandersii

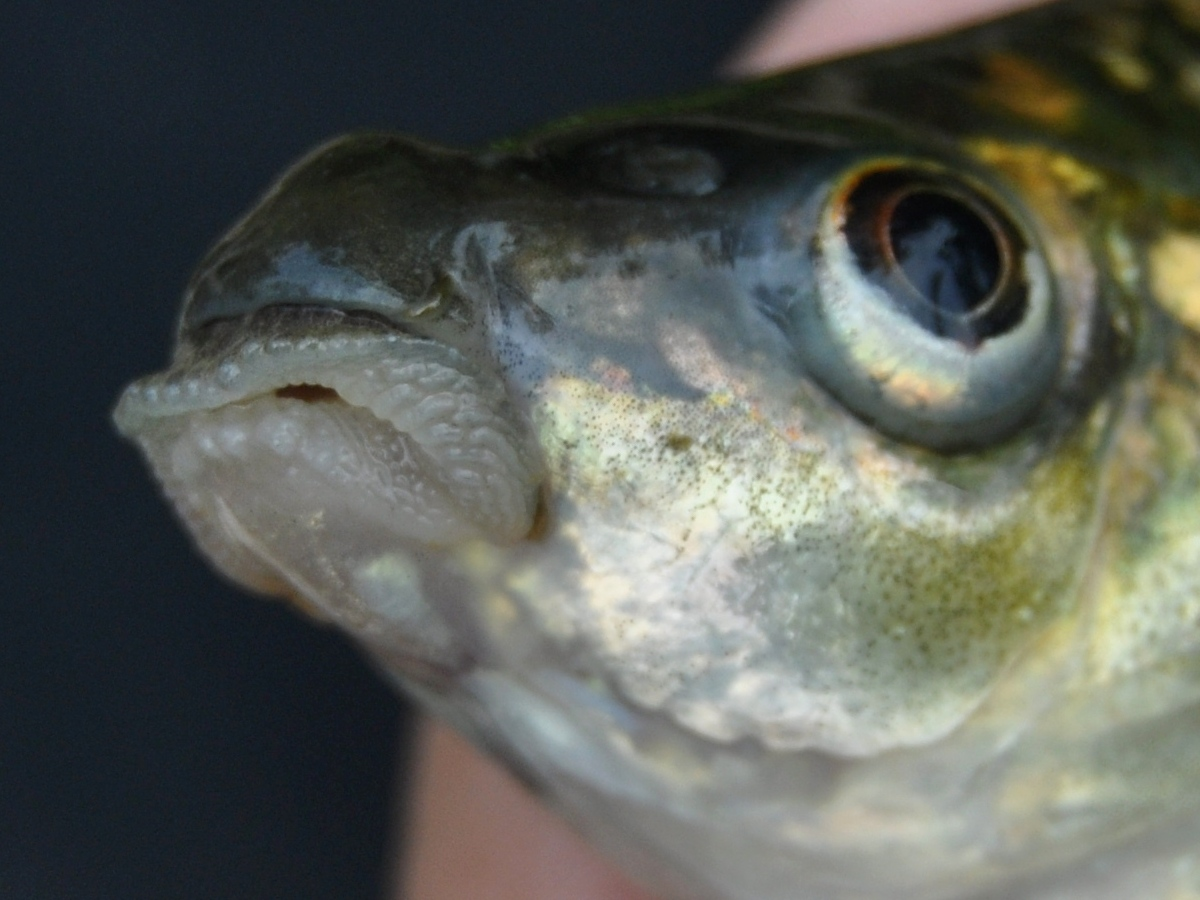
Snout and lip of Hard-lipped Barb (Osteochilus vittatus)

Osteochilus es un género de peces de la familia Cyprinidae y de la orden de los Cypriniformes.

## Especies
- Osteochilus bellus Popta, 1904
- Osteochilus bleekeri Kottelat, 2008
- Osteochilus borneensis (Bleeker, 1857)
- Osteochilus brachynotopteroides Chevey, 1934
- Osteochilus chini Karnasuta, 1993
- Osteochilus enneaporus (Bleeker, 1852)
- Osteochilus flavicauda Kottelat & H. H. Tan, 2009
- Osteochilus harrisoni Fowler, 1905
- Osteochilus ingeri Karnasuta, 1993
- Osteochilus intermedius M. C. W. Weber & de Beaufort, 1916
- Osteochilus jeruk Hadiaty & Siebert, 1998
- Osteochilus kahajanensis (Bleeker, 1857)
- Osteochilus kappenii (Bleeker, 1857)
- Osteochilus kelabau Popta, 1904
- Osteochilus kerinciensis H. H. Tan & Kottelat, 2009
- Osteochilus kuekenthali C. G. E. Ahl, 1922
- Osteochilus lini Fowler, 1935
- Osteochilus longidorsalis (Pethiyagoda & Kottelat, 1994)
- Osteochilus melanopleurus (Bleeker, 1852)
- Osteochilus microcephalus (Valenciennes, 1842)
- Osteochilus nashii (F. Day, 1869)
- Osteochilus partilineatus Kottelat, 1995
- Osteochilus pentalineatus Kottelat, 1982
- Osteochilus repang Popta, 1904
- Osteochilus salsburyi Nichols & C. H. Pope, 1927
- Osteochilus sarawakensis Karnasuta, 1993
- Osteochilus scapularis Fowler, 1939
- Osteochilus schlegelii (Bleeker, 1851)
- Osteochilus serokan Hadiaty & Siebert, 1998
- Osteochilus sondhii Hora & Mukerji, 1934
- Osteochilus spilurus (Bleeker, 1851)
- Osteochilus striatus Kottelat, 1998
- Osteochilus thomassi (F. Day, 1877)
- Osteochilus vittatoides Popta, 1904
- Osteochilus vittatus (Valenciennes, 1842)
- Osteochilus waandersii (Bleeker, 1852)

- Datos: Q1051690
- Multimedia: Osteochilus / Q1051690
- Especies: Osteochilus